# Falter im Wind
"Falter im Wind" (tradução portuguesa: "Borboleta no Vento") foi a canção que representou a Áustria no Festival Eurovisão da Canção 1972, interpretada em alemão pela banda Milestones. Foi a 11.ª canção a ser interpretada na noite do evento (a seguir à canção finlandesa "Muistathan", interpretada por Päivi Paunu e Kim Floor e antes da canção italiana "I giorni dell'arcobaleno", interpretada por Nicola di Bari). No final, terminou em quinto lugar, recebendo um total de 100 pontos.

## Autores
- Letrista: Heinz Unger
- Compositor: Richard Schönherz e Manuel Rigoni
- Orquestrador: Erich Kleinschuster

## Letra
A canção é baseado na música folk e é dirigida a uma borboleta e fala-nos que nada na vida é perpétuo, tudo tem um fim.